# Affori FN
Affori FN is een station in de Italiaanse stad Milaan dat werd geopend op 26 maart 2011. Het station wordt bediend door lijn 3 van de metro van Milaan en de Ferrovie Nord Milano.

## Geschiedenis
Het dorp Affori ten noorden van Milaan kreeg in 1879 een station langs de spoorlijn Milaan – Asso, in 1882 werd ook een paardentram geopend tussen Milaan en Affori. Die tram werd in 1900 geëlektrificeerd en tot 1920 werd de tramlijn in stappen naar het noorden verlengd tot Limbiate.
In 1959 kwam het Milanese vervoersbedrijf met een plan om de trams op een vrije baan te leggen langs de Via Enrico Fermi. Dit plan werd niet uitgevoerd maar twintig jaar later werd het tracé voor metrolijn 3 ontwikkeld. Deze werd uiteindelijk doorgetrokken tot de ringweg bij Comasina in een tunnel die in, het inmiddels tot Milaan behorende, Affori het tracé van de tramlijn volgt zij het ondergronds. Om een goede overstap tussen trein en metro mogelijk te maken werd besloten om bij de kruising van de Via Comasina en de spoorlijn Milaan – Asso een overstapstation te bouwen ter vervanging van het station uit 1879 dat ongeveer 300 meter zuidwestelijker stond. De opening was gepland voor 2008 en de doortrekking naar Comasina in 2010. Op 26 maart 2011 werd het nieuwe station, samen met het noordelijke deel van metrolijn 3, geopend in aanwezigheid van Letizia Moratti (burgemeester van Milaan), Roberto Formigoni (president van de regio Lombardije) en Roberto Castelli (onderminister van infrastructuur en vervoer).  

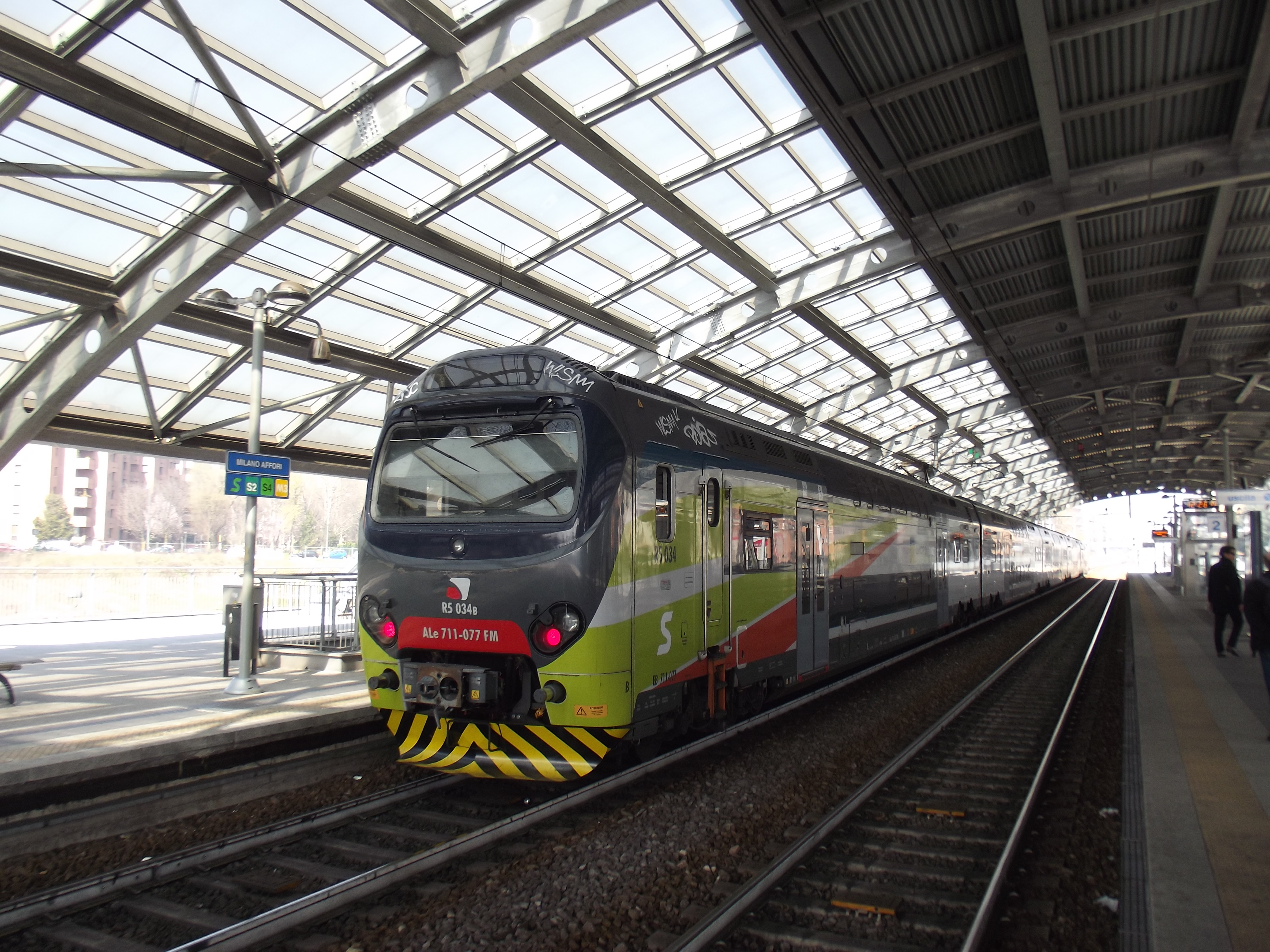
Dubbeldekker van het stadsgewestelijk net opweg naar het noorden
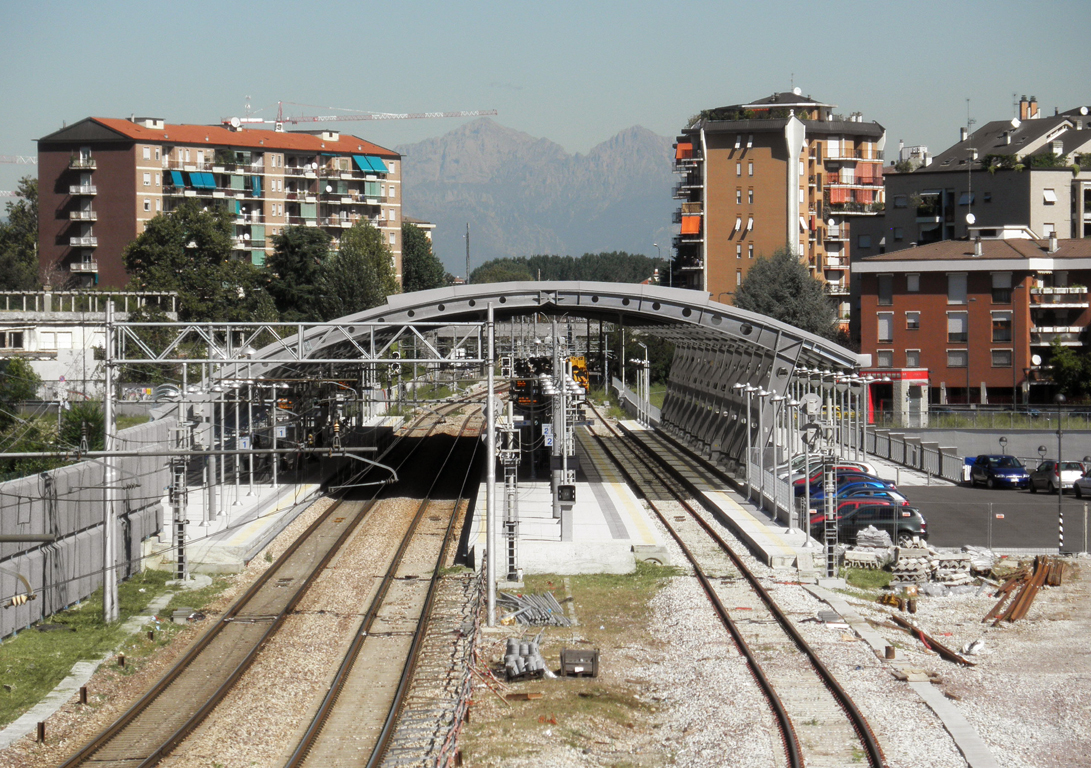
Het station gezien uit het zuiden
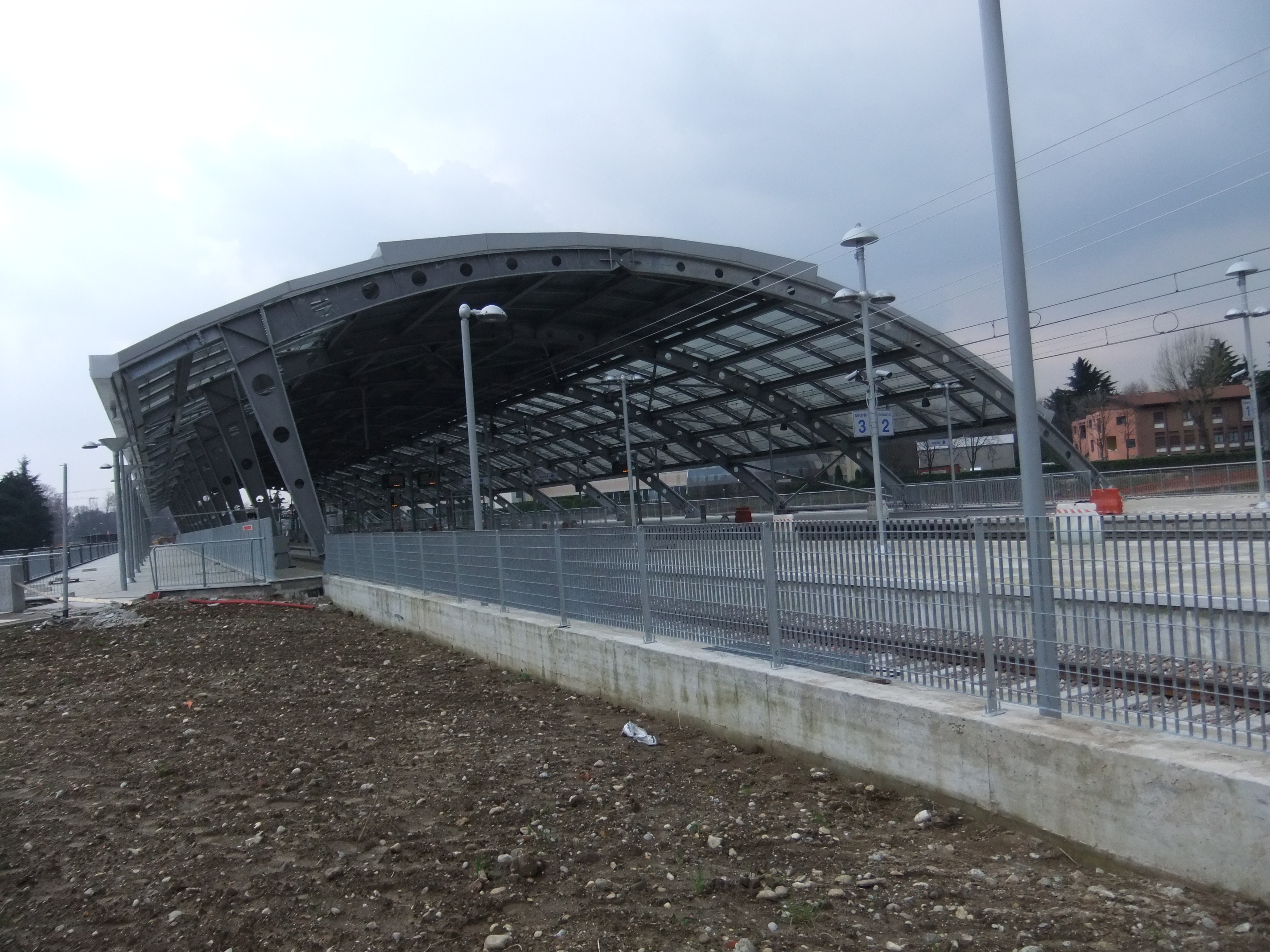
De stationskap op de dag van de opening gezien uit het noordoosten

## Ligging en inrichting
Het station ligt aan een verlaagd plein in de driehoek tussen de spoorlijn Milaan – Asso, de Via Comasina en de Via Alessandro Atestani. De zuidelijkste toegang ligt bij de kruising van de Via Comasina en de Via Atestani. Deze is met een voetgangerstunnel verbonden met het verlaagde stationsplein en kent ook een directe toegang tot de metro. Aan de noordkant zijn het stationsplein en de verdeelhal van de metro bereikbaar met een lift en trap bij de Via Galiani. Vanaf de westkant van de spoorlijn is het station bereikbaar via een onderdoorgang onder de spoorlijn. Het ondergrondse deel van het station ligt onder de Via Comasina en kent twee zijperrons die met liften en trappen bereikbaar zijn. Bovengronds liggen een eilandperron en een zijperron onder een ronde overkapping van staal en glas. De stoptreinen Milaan - Asso en de lijnen S2 en S4 van het stadsgewestelijk net (suburbane) stoppen in het station.